# Gabriel Corrado
Gabriel Andrés Corrado (Buenos Aires, 12 de diciembre de 1960) es un actor, presentador, productor y escritor argentino reconocido internacionalmente. Nombrado recientemente Cavaliere dell'Ordine della Stella d'Italia.  

## Trayectoria
Entre sus trabajos más destacados en televisión se encuentran las series Princesa, Primer amor, Perla negra, Chiquititas, El arcángel, Hombre de mar, Luna salvaje, Tiempo final, Mediterráneo, Máximo corazón, Hombres de honor, Viento Sur, Taxxi, amores cruzados, entre otros, emitidas en más de 40 países.
En 1999 y 2001 presentó la Gala de la Hispanidad en la ciudad de Sevilla (España) emitida por la cadena Tele 5 para más de 400 millones de espectadores de habla hispana.
En el año 2001 fundó la productora audiovisual CTV CONTENIDOS con la que produce formatos de ficción para el mercado global.
En 2013 presentó su primera obra literaria "El Secreto Aladina" en la feria internacional del libro de Bologna (Italia) publicada por editorial Atlántida-Televisa. En 2016 presentó "El fuego es la respuesta" segundo libro de la saga, en la feria internacional del libro de Buenos Aires, Argentina (Editorial Atlántida-Televisa). En mayo de 2017 presentó "El Último Deseo" tercer libro de la saga El Secreto Aladina (Atlántida-Televisa).
En 2020, participó de un video llamado "Traición" del dúo argentino Pimpinela.
En 2021, condujo Mañanas públicas con Mariela Fernández, Romina Pereiro, y otros, emitido por TV Pública.
En 2024, conduce Estamos en una,  también emitido por TV Pública.

## Televisión
| Año       | Título                       | Personaje                                                                                | Notas                             |
| --------- | ---------------------------- | ---------------------------------------------------------------------------------------- | --------------------------------- |
| 1987      | Quiero morir mañana          | Luis García                                                                              | Reparto secundario                |
| 1988      | Amándote                     | Sergio Arana                                                                             | Reparto principal (112 episodios) |
| 1989-1990 | La extraña dama              | Aldo Guillón                                                                             | Reparto principal (265 episodios) |
| 1990      | Amándote II                  | Sergio Arana                                                                             | Reparto principal (150 episodios) |
| 1991-1992 | Micaela                      | Rodolfo «Ruddy» Verezza                                                                  | Reparto principal (228 episodios) |
| 1992      | Soy Gina                     | Aldo Guillón                                                                             | Reparto principal (120 episodios) |
| 1992-1993 | Princesa                     | Marcelo Mastronardi                                                                      | Protagonista (156 episodios)      |
| 1993      | Primer amor                  | José Luis Estrada Bustamante                                                             | Protagonista (166 episodios)      |
| 1993-1994 | Vivan los novios             | Conductor                                                                                | Rol principal (12 episodios)      |
| 1994-1995 | Perla negra                  | Tomás Álvarez Toledo                                                                     | Protagonista (200 episodios)      |
| 1995-1996 | Chiquititas                  | Martin Morán                                                                             | Protagonista (155 episodios)      |
| 1996      | Zíngara                      | Julián Argüello                                                                          | Protagonista (180 episodios)      |
| 1997      | Hostal Royal Manzanares      | Hugo Amador «El Argentino»                                                               | Participación (1 episodio)        |
| 1997      | Hombre de mar                | Fernando Moreno                                                                          | Protagonista (119 episodios)      |
| 1997-1998 | Milady, la historia continúa | Federico de Valladares                                                                   | Protagonista (120 episodios)      |
| 1999-2000 | Mediterráneo                 | Paco Jiménez                                                                             | Reparto principal (13 episodios)  |
| 2000-2001 | Tiempo final                 | Baby Uribe (Episodio 13: «Sr. Juez») Oficial Quinteros (Episodio 25: «Crímenes legales») | Participación (2 episodios)       |
| 2000-2001 | Luna salvaje                 | Gonzalo Guelar                                                                           | Protagonista (151 episodios)      |
| 2001      | Esencia de poder             | Gabriel Galván                                                                           | Participación (5 episodios)       |
| 2002-2003 | Máximo corazón               | Máximo Martinelli                                                                        | Protagonista (139 episodios)      |
| 2004      | La niñera                    | Él mismo                                                                                 | Participación (1 episodio)        |
| 2005      | Hombres de honor             | Luca Onoratto                                                                            | Protagonista (152 episodios)      |
| 2006      | Juanita, la soltera          | Tomás «Tommy» Valientes/Iván Strogonoff                                                  | Protagonista (116 episodios)      |
| 2010      | Malparida                    | Eduardo Uribe «El Almirante»                                                             | Participación (48 episodios)      |
| 2011      | Tiempo de pensar             | Luis (Episodio 11: «Fértil»)                                                             | Participación (1 episodio)        |
| 2012      | Dulce amor                   | Él mismo                                                                                 | Participación (4 episodios)       |
| 2013-2014 | Taxxi, amores cruzados       | Martín Montana                                                                           | Protagonista (66 episodios)       |
| 2014      | Viento sur                   | Santiago (Episodio 1: «El marucho») Daniel (Episodio 4: «La maestra»)                    | Participación (2 episodios)       |
| 2014-2015 | Noche y día                  | Federico Castro                                                                          | Reparto principal (58 episodios)  |
| 2015      | Pan y vino                   | Andrés Andolfo                                                                           | Participación (2 episodios)       |
| 2016-2017 | Por amarte así               | Francisco Olivetti                                                                       | Protagonista (60 episodios)       |
| 2018      | La caída                     | Jorge Gutiérrez                                                                          | Protagonista (9 episodios)        |
| 2019      | Reacción en cadena           | Bruno                                                                                    | Protagonista (1 episodio)         |
| 2020      | Riviera                      | Víctor Alsina-Suárez                                                                     | Reparto principal (8 episodios)   |
| 2021-2022 | Mañanas públicas             | Conductor                                                                                | Rol principal                     |
| 2024-2025 | Estamos en una               | Conductor                                                                                | Rol principal                     |

## Cine
| Año       | Título                                | Rol                                |
| --------- | ------------------------------------- | ---------------------------------- |
| 1988      | Apartmen Zero                         | Víctima en la habitación del hotel |
| 2009      | Lucky Luke                            | Padre de Luke                      |
| 2009      | Pastora, el enigma del Monte Albornoz | Pablo Picasso                      |
| 2010      | Paco                                  | Raúl Blank                         |
| 2011      | Hermanitos del fin del mundo          | Sergio Piedrabuena                 |
| 2012      | Acorralados                           | José Martínez                      |
| 2018      | El amor menos pensado                 | Fabián                             |
| 2018      | Baldío                                | César                              |
| 2019      | Karakol                               |                                    |
| 2021      | Ex casados                            | Dr. Allerand                       |
| 2022      | Hoy se arregla el mundo               | Kiko                               |
| 2023-2024 | Mensaje en una botella                | como Gabriel Corrado               |
| 2025      | Vacaciones con papá                   | El Jefe                            |

## Premios y nominaciones
| Año  | Premio                | Categoría                                        | Programa       | Resultado |
| ---- | --------------------- | ------------------------------------------------ | -------------- | --------- |
| 2003 | Premios Martín Fierro | Mejor actor de novela                            | Máximo corazón | Nominado  |
| 2011 | Premios Martín Fierro | Actuación especial en ficción                    | Malparida      | Nominado  |
| 2017 | Premios Martín Fierro | Mejor actor protagonista de ficción diaria/drama | Por amarte así | Nominado  |